# Дроздов Анатолій Іларіонович
Анатолій Іларіонович Дроздов (*1924 — + 2008) — український господарник, громадський діяч.

## Біографія
Народився на Хмельниччині 1924 року. Учасник Великої Вітчизняної війни. Учителював. Очолював трудові колективи колгоспів «Росія» (с. Білоусівка), «Маяк» (с. Вашківці), «Ленінським шляхом» (с. Коболчин) Сокирянського району Чернівецької області. Тривалий час був головою Сокирянського райвиконкому, начальником Сокирянського районного управління сільського господарства. В останні роки очолював колектив колгоспу в с. Западинці Красилівського району Хмельницької області, де народились Герой Радянського Союзу О. П. Курко, український художник, ікониписець В. М. Садовський. Помер А. І. Дроздов у 2008 році.

## Громадська діяльність
- Член КПРС.
- Депутат сільських Рад с. Білоусівка, Вашківці, Западинці.
- Член Сокирянського райкому Компартії України.
- Депутат Сокирянської районної ради депутатів трудящих.

## Відзнаки, нагороди
- Орден Леніна (1958).
- Орден «Знак Пошани» (1965).
- Орден Трудового Червоного Прапора (1979).
- Орден Червоного Прапора.
- Медаль «За перемогу над Німеччиною у Великій Вітчизняній війні 1941–1945 рр.».
- Медаль «Двадцять років перемоги у Великій Вітчизняній війні 1941–1945 рр.».

## Джерала
- Дроздов А. І. Істрія міст і сіл УРСР. Чернівецька область. — Київ: Головна редакція Української Радянської Енциклопедії АН УРСР, 1969. — С. 519, 520.
- Дроздов Анатолій Іларіонович. Роки життя 1924–2008 // Вони прославили Буковину.-Вижниця: Черемош, 2010.- С. 213. — ISBN 978-966-18-1049-4.
- Чорний О. Від колгоспів — сучасних агроформувань // Чорний О. Вашківці на сивих вітрах минувшини [є про Анатолія Дроздова]. — Чернівці: Прут, 2009. — С. 46, 48, 49, іл. -ISBN 978-966-560-422-8.